# Howie Shannon
Howard (Howie) Payne Shannon (Manhattan, Kansas, 10 de junio de 1923-Plano, Texas, 16 de agosto de 1995) fue un exjugador de baloncesto estadounidense que jugó durante 2 temporadas en la NBA. Con 1,88 metros de altura, jugaba en la posición de escolta.

## Trayectoria deportiva

### Universidad
Jugó durante una temporada con los Mean Green de la Universidad del Norte de Texas, y al término de la Segunda Guerra Mundial otra más con los Wildcats de la Universidad Estatal de Kansas.

### Profesional
Fue elegido en la primera posición del Draft de la BAA de 1949 por Providence Steamrollers, con los que en su primera temporada consiguió el entonces título oficioso de rookie del año. Esa temporada promedió 13,4 puntos y 2,3 asistencias. Al año siguiente fue fichado por Boston Celtics, en la que fue su última temporada como profesional. En el total de su corta carrera en la NBA promedió 10,8 puntos y 2,5 asistencias por partido.

### Entrenador
En 1964 se hace cargo del banquillo del equipo de la NCAA de la Universidad de Virginia Tech, cargo en el que permanece durante siete temporadas, con un 60% de victorias.

#### Estadísticas como entrenador
| Temporada | Equipo        | Victorias | Derrotas | %    |
| --------- | ------------- | --------- | -------- | ---- |
| 1970-1971 | Virginia Tech | 14        | 11       | 56.0 |
| 1969-1970 | Virginia Tech | 10        | 12       | 45.5 |
| 1968-1969 | Virginia Tech | 14        | 12       | 53.8 |
| 1967-1968 | Virginia Tech | 14        | 11       | 56.0 |
| 1966-1967 | Virginia Tech | 20        | 7        | 74.1 |
| 1965-1966 | Virginia Tech | 19        | 5        | 79.2 |
| 1964-1965 | Virginia Tech | 13        | 10       | 56.5 |

## Estadísticas en la BAA/NBA

### Temporada regular
| Temporada | Equipo     | PJ  | %TC  | %TL  | APP | PPP  |
| --------- | ---------- | --- | ---- | ---- | --- | ---- |
| 1948–49   | Providence | 55  | .364 | .804 | 2.3 | 13.4 |
| 1949–50   | Boston     | 67  | .344 | .786 | 2.6 | 8.8  |
| Total     | Total      | 122 | .355 | .795 | 2.5 | 10.8 |

## Fallecimiento
Howie Shannon murió de cáncer de pulmón el 16 de agosto de 1995 en Plano, Texas.